# Громадське радіо
Грома́дське ра́діо (с укр. — «Общественное радио») — украинская негосударственная организация, цель которой — создание независимого радиовещания на Украине.
Сейчас существует вторая организация с таким же названием. Первое Громадське радіо было создано в 2002 году журналистом Александром Кривенко. Одно из первых независимых медиа на Украине просуществовало до 2005 года.
В 2013 году Громадське радіо возобновила группа профессиональных журналистов. Сегодня радио ведёт круглосуточное прямоэфирное вещание на 16 передатчиках в шести регионах Украины, в частности в Донецкой и Луганской областях. Слушать информационную радиостанцию можно также в сети — на сайте hromadske.radio, на подкаст-платформах и в мобильных приложениях.
10 октября 2019 Громадське радіо победило в конкурсе на FM-частоту в Киеве и Киевской области, получив частоту 99,4 FM. Вещание на этой частоте планируется начать весной 2020 года.

## История первого Громадського радіо
Основана в 2002 году львовским журналистом, редактором и публицистом Александром Кривенко. После безуспешных попыток получить лицензию на радиовещание и смерти Кривенко в 2003 году, Громадське радіо прекратило своё существование в 2005 году. Громадське радіо считалось одной из первых независимых и объективных площадок на Украине, где могли высказаться представители разных политических сил вопреки цензуре.
С начала своего существования, во время усиленной цензуры последних лет президентства Леонида Кучмы, Громадське радіо безуспешно пыталось получить лицензию на радиовещание от Национального совета по вопросам телевидения и радиовещания.
Значительная часть тематических программ этой радиостанции (ток-шоу, авторские программы, программы новостей) распространялась в интернете в форме подкастов. С осени 2004 и до февраля 2005 Громадське радіо вещало в течение часа в неделю также и в прямом эфире в Киеве и многих областных центрах на волнах разговорно-информационного Радио «Эра».
В феврале 2005 Громадське радіо прекратило своё существование из-за прекращения финансирования со стороны Международного фонда «Возрождение». Работу сайта radio.org.ua, на котором базировалось радио, некоторое время поддерживала его команда в память об Александре Кривенко и его проекте. Сейчас этот сайт не работает.
На Громадськом радіо работали (или сотрудничали с ним): Александр Кривенко, Сергей Рахманин, Роман Скрыпин, Зураб Аласания, Даниил Яневский, Мыкола Вересень, Роман Выбрановский, Дмитрий Крикун, Александр Черненко, Тарас Кузьмов, Михаил Шаманов, Наталья Ряба, Мария Васильева, Игорь Солдатенко, Евгений Глибовицкий, Анжела Руденко, Михаил Барбара, Ольга Пирожко, Дмитрий Драбик и Наталья Ивченко.

## Нынешнее Громадське радіо
В 2013 году другая инициативная группа профессиональных журналистов основала новый проект под тем же названием, что разделяет цели Громадського радіо Александра Кривенко. Изначально журналисты записывали авторские подкасты, впоследствии проект перерос в формат веб-радио.
21 августа 2013 журналисты, в частности Андрей Куликов, Наталья Соколенко, Леся Сакада, Кирилл Лукеренко и Ирина Славинская, выпустили «Первый подкаст», в котором объяснили, почему они решили заново организовать Громадське радіо.
В прямой эфир журналисты вышли 1 декабря 2013 на волне радиостанции «Европа Плюс». В этом эфире ведущий Андрей Куликов вёл марафон «Евромайдан Онлайн» вместе с ведущими Europa Plus Украина Юлией Бурковской и Денисом Кубряком.
Проект использует логотип первого Громадського радіо с разрешения Международного фонда «Возрождение». Также поначалу Громадське радіо пользовалось частью оборудования, которое осталось после закрытия первого Громадського радіо.
С 2013 года правление возглавлял Александр Бузюк, в 2015 году его заменил Андрей Куликов.
В июле 2015 года Громадське радіо в результате конкурса лицензий Национального совета Украины по вопросам телевидения и радиовещания получило возможность вещать на пяти частотах — в Киеве и области, Донецкой и Луганской областях. Осенью 2015 начало собственное вещание на десяти передатчиках на Донбассе и в Киеве (в столице это УКВ диапазон).
По состоянию на 2019 Громадське радіо вещает на 16 передатчиках в шести регионах Украины. В частности, в Донецкой, Луганской, Одесской и Черкасской областях, в городах Киев и Днепр. Слышат Громадське радіо и на неподконтрольной Украине территории. Освобождён от незаконного содержания в колонии «ДНР» Владимир Фомичёв рассказывал, что в Горловке, где его удерживали боевики, слушал также и Громадське радіо. Об этом же говорили и бывшие пленники Игорь Козловский и Асеев, Станислав Асеев.
10 октября 2019 Громадське радіо, являясь единственным претендентом и собрав 120 тыс. гривен конкурсной гарантии через краудфандинг, победило в конкурсе на частоту 99,4 FM в Киеве и Киевской области, где ранее вещала радиостанция Lounge FM медиахолдинга УМХ. Начало вещания было запланировано на 1 апреля 2020 года.

## Команда
Андрей Куликов — глава правления ОО «Громадське радіо».
Кирилл Лукеренко — исполнительный директор ОО «Громадське радіо».
Татьяна Курманова — директор ПОО ТРК «Громадське радіо» и програмный директор радио.
Татьяна Трощинская — глава редакционного совета Громадського радіо.

### Спутниковое вещание
- Спутник Astra 4A.
- Частота — 12073.
- Символьная скорость — 27500.
- Поляризация — горизонтальная.
- FEC — 3/4.

### Города вещания
- Киев — 99,4 FM
- Краматорск — 90,9 FM
- Горняк — 91,4 FM
- Сумы - 88,6 FM[5]
- Чернигов - 105,9 FM[5]

1 сентября 2017 Национальный совет Украины по вопросам телевидения и радиовещания отказал Громадському радіо в лицензии на вещание в Луцке, отдав её «Хит ФМ» (холдинг «ТАВР Медиа»).

## Финансирование
Примерный бюджет на 2014 был заложен в размере 2 миллионов гривен, окончательный размер составил 2 300 000 гривен. Основным источником финансирования Громадське радіо стали были пожертвования институций и частные пожертвования. Отдельные программы создаются за счёт финансовой поддержки международных организаций и фондов из Европы и США. Доноры, которые поддерживают Громадське радіо, разделяют идеологию и редакционные принципы радио и гарантируют невмешательство в редакционную политику.
Ежегодно Громадське радіо отчитывается о расходовании средств Ревизионной комиссии, а также публикует отчёты на своём сайте.
Кроме того, Громадське радіо собирает средства с помощью краудфандингових платформ. Осенью 2013 команда собрала более 85 000 гривен на платформе коллективного финансирования проектов «Спильнокошт». В начале 2014 года радио собрало более $ 17 000 на платформе американского сайта Indiegogo. Вырученные средства пошли на аренду студии, оборудование и оплату звукорежиссёрам и авторам программ в течение года. В 2016 году радио собрало более 100 000 гривен на платформе «Спильнокошт». Эти средства помогли записать 36 выпусков трёх различных подкастов на тему искусства, культуры и самообразования.
После того, как Национальный совет Украины по вопросам телевидения и радиовещания в очередной раз не дал радиостанции право на вещание, на этот раз в городе Кривой Рог, прекратила выход дневная программа «Киев-Донбасс» и под угрозой оказались другие программы, в частности новостной блок. Какое-то время большинство программ выпускалась журналистами на волонтёрских началах. 23 октября 2018 Громадське радіо начало марафон по сбору средств «Честные новости во время предвыборной лжи» на платформе «Спильнокошт». К поддержке радиостанции, как незаангажированного медиа, присоединились певцы Тарас Тополя и Сергей Фоменко, Ирма Витовская, активист благотворительного движения и журналист «Радио „НВ“» Павел Новиков.
В 2019 году Громадське радіо провело кампанию по сбору средств на «Спильнокошт» и на американском сайте GoFundMe. На GoFundMe собрали почти 3000 долларов в рамках кампании «Честные новости для Украины». Отдельно на нужды Громадського радио собирала средства американская общественная организация «Вместе».